# Charles Frison
Charles (Karel) Frison, né à Malines (Belgique) le 4 décembre 1921 et mort à La Chaux-de-Fonds (Suisse) le 5 novembre 2010, était un compositeur belge, professeur de musique, chef de musique militaire et clarinettiste. Il était le fils de Jean-Baptiste Joseph Frison (1897-1945), chef de musique militaire, compositeur et chef d'orchestre du 7e Régiment de Ligne de Malines.

## Biographie
Karel Frison a à peine sept ans lorsqu'il commence les cours de piano et de théorie de la musique de Gaston Feremans. Il reçoit d'autres leçons de musique à Forest et Schaerbeek. C'est avec son père, qu'il étudie la clarinette, mais plus tard aussi avec Jan Segers, vice-maître de chapelle honoraire, et Maurice Van Guchte, qui enseigne au Conservatoire royal de Gand. En 1939, il est clarinettiste au Septième Régiment de Ligne. À partir de 1940, il étudie au Conservatoire royal de Bruxelles et remporte le Premier prix de solfège Eugène-Guillaume (1944) et de musique Bragard (1943). Il étudie également le piano avec Robert Vantomme et Charles Scharrès, l'harmonie et le contrepoint avec François de Bourguignon[réf. nécessaire].
En 1945, il rejoint le groupe de musique du Grenadier, d'abord sous la direction de René De Ceuninck et plus tard de Simon Poulain. Avec ce groupe, il s'installe dans l'Allemagne occupée. Par la suite, il devient maître de chapelle de divers groupes militaires à Uccle, Oppem et Merchtem. En 1947, il rejoint l'armée et devient professeur de musique à l'école locale de Jette et professeur de théorie musicale à l'Académie de Musique de Schaerbeek. En outre, il a dirigé les groupes de Laeken, de Essene et Ixelles ainsi que les associations de Bruxelles et de Neder-Over-Heembeek.  
Pendant ce temps, il prend des leçons privées de composition avec François de Bourguignon. Sur les conseils de Jos Hanniken, maître de chapelle, il prend part à un examen afin de rejoindre une chapelle militaire, et en 1950, il devient clarinettiste du groupe de la 1re Brigade Gummersbach dirigé par Alphonse Morel. En 1951, il réussit l'examen de sous-chef de musique et il prend ses fonctions dans l'orchestre de la Quatrième Brigade à Soest (Allemagne) comme assistant de Gaston Devenijns. En 1957, il réussit l'examen de maître de chapelle, il suit Martial Dury comme chef de l'orchestre d'harmonie des Forces d'Arlon et en 1963 l'orchestre de la Seizième Division Blindée à Anvers. Il se produit avec succès aux Pays-Bas, en Angleterre, en France, mais aussi dans les jardins de la Société Royale de Zoologie d'Anvers. Cet orchestre devient, en 1967, l'orchestre de la gendarmerie de Bruxelles et s'élargit. Il s'occupe des performances au pays et à l'étranger (France, Allemagne) et de la direction du célèbre rijkswacht karroessel. Le premier janvier 1973, il prend sa retraite.
Cela lui permet de se consacrer à la composition et d'être chef d'orchestre dans plusieurs fanfares. En 1974, il remporte le premier prix du concours de composition organisé par la Province du Brabant pour les divisions supérieures du Festival grâce à l'ensemble de son travail. De 1976 à 1986, il est chef d'orchestre de l'harmonie Les Musiques d'Armes Réunies à La Chaux-de-Fonds en Suisse.
Il est décoré comme officier de l'ordre de la Couronne  et chevalier de l'ordre de Léopold.

## Compositions

### Morceaux pour musique militaire

#### Morceaux pour concerts
- 1961 Eerste Concert-Suite
- 1962 Asmodée, symfonisch gedicht
- 1963 Esmeralda, ouverture
- 1964 San Remo, suite
- 1969 Ancona[1], ouverture
- 1971 Menuet '71
- 1973 Festival Suite[2] (won in 1974 de 1re prijs op de compositiewedstrijd door het Provinciebestuur van Brabant)
- 1974 Alésia, symfonisch gedicht
- 1974 Fox-trot '74
- 1976 Slovenija, suite
- 1977 Jura Suite
- 1981 City Scenery, symfonisch gedicht
- 1982 Les Chevaliers du Serment, concertmars

#### Morceaux pour instruments et orchestres
- 1972 Julia, wals voor altsaxofoon en harmonieorkest

#### Marches militaires
- 1948 Herinnering, treurmars
- 1948 St. Marie, processiemars
- 1948 St. Remy, processiemars
- 1951 Brigade Défile
- 1953 Camarades Courageux
- 1954 United for Ever
- 1957 Jumping Parade, ruiterijmars
- 1959 Mars Centrum en Proefnemingen
- 1959 Mars van de 3e Compagnie der Infanterieschool
- 1959 Nationale mars nr. 1
- 1959 Nationale mars nr. 2
- 1960 Mars der Infanterieschool
- 1961 Lions-Club March
- 1961 Mars van het 66e Wachtbataljon
- 1962 Mars der Compagnie Q.T.M. 16e Brigade
- 1963 Mars van het 1e Bataljon Genie (werd bekroond met een 1re prijs compositie in 1963)
- 1963 Mars Infanteriefeest
- 1964 Vrij en Blij, mars voor trompetten en trommelkorps
- 1965 The Play Boys
- 1966 Oproep 1, voor fanfareorkest
- 1968 Lendrikmars
- 1968 Walter Hemmerechts
- 1970 Mars der Koninklijke Rijkswachtschool
- 1972 Bricquebec Mars
- 1974 Cecilia 100[3]
- 1974 Fanfare nr. 3
- 1975 Mars der V.O.V.-U.F.A.C. ('40-'45)
- 1976 l'Impartial
- 1977 A.R. 150
- 1979 Mars van de 125ste verjaring van de fanfare Sainte-Cécile te Les Ponts-de-Martel
- 1982 WE GO (on y va)

### Musique d'église
- 1961 Hymne à la Rosière
- 1961 Petit Choral
- 1969 Koraal en Divertimento
- 1970 Aria
- 1974 Offertorium voor de mis der Grenadiers

### Morceaux pour chœurs
- Vier kinderliederen, voor kinderkoor

### Chansons avec accompagnements au piano
- 1949 Bruges - tekst: Paul Spaak
- 1949 Ma sœur la pluie - tekst: Charles Van Lerberghe
- 1949 Nuits sur l'Yser - tekst: H. Carton de Wiart
- 1961 Zes kinderliederen - tekst: Phil Bosmans

### Musique de chambre
- 1959 Concertbewegingen[4], voor trompet en piano
- 1965 Ballade, voor klarinet en piano
- 1978 Introductie en Aria, voor altsaxofoon en piano
- 1980 Evening Song
- 1980 Moderato Cantabilé, voor cornet (of bugel of trompet) en piano
- Sérénité, voor klarinet en piano

### Morceaux pour piano
- 1949 Rain-Bow, tango
- 1950 Verjaardag
- 1952 Berceuse voor Jean-Claude
- 1958 Prélude in mi groot
- 1959 Zes kleine pianostukjes[5]
- 1962 Zeven kleine pianostukjes
- 1964 Sonatine

## Distinctions
- Officier de l'ordre de la Couronne
- Chevalier de l'ordre de Léopold